# 石马镇 (绵阳市)
石马镇，是中华人民共和国四川省绵阳市游仙区下辖的一个乡镇级行政单位。2019年12月，撤销东林镇，将其所属行政区域划归石马镇管辖，石马镇人民政府驻甘泉街38号。

## 行政区划
石马镇下辖以下地区：
甘泉社区、中科小区社区、七姓村、涪江村、横山村、紫府村、翠屏村、解放村、文峰村、百胜村和天林村。